# Оберн (Западна Вирџинија)
Оберн (енгл. Auburn) град је у америчкој савезној држави Западна Вирџинија.

## Демографија
По попису из 2010. године број становника је 97, што је 6 (-5,8%) становника мање него 2000. године.
| Група             | 2000.       | 2010.       |
| Белци             | 102 (99,0%) | 97 (100,0%) |
| Афроамериканци    | 0 (0,0%)    | 0 (0,0%)    |
| Азијати           | 1 (1,0%)    | 0 (0,0%)    |
| Хиспаноамериканци | 0 (0,0%)    | 0 (0,0%)    |
| Укупно            | 103         | 97          |